# Список птахів Пуерто-Рико
Це перелік видів птахів, зафіксованих на території архіпелагу Пуерто-Рико, який, окрім головного острова, включає також два острівних муніципалітети біля східного узбережжя (В'єкес і Кулебра), три безлюдних острівці біля західного узбережжя (Мона, Моніта і Дісечео) та більш ніж 125 дрібних рифів і острівців.
Загалом, за даними Bird Checklists of the World, авіфауна Пуерто-Рико налічує 376 видів птахів, з яких 198 видів є рідкісними або випадковими. 2 види були знищені на території Пуерто-Рико, ще 1 вид вважається вимерлим. 17 видів є ендеміками Пуерто-Рико. 40 видів були інтродуковані людьми. Близько 120 видів гніздяться на Пуерто-Рико, решта видів є зимуючими.

## Позначки
Наступні теги використані для виділення деяких категорій птахів.
- (А) Випадковий — вид, який рідко або випадково трапляється на Пуерто-Рико
- (Е) Ендемічний — вид, який є ендеміком Пуерто-Рико
- (Ex) Локально вимерлий — вид, який більше не трапляється на Пуерто-Рико, хоча його популяції існують в інших місцях
- (I) Інтродукований — вид, завезений на Пуерто-Рико як наслідок, прямих чи непрямих людських дій

## Гусеподібні(Anseriformes)
Родина: Качкові (Anatidae)
- Свистач червонодзьобий, Dendrocygna autumnalis (A)
- Свистач кубинський, Dendrocygna arborea
- Свистач рудий, Dendrocygna bicolor (A)
- Гуска біла, Anser caerulescens (A)
- Казарка чорна, Branta bernicla (A)
- Казарка канадська, Branta canadensis (A)
- Лебідь чорнодзьобий, Cygnus columbianus (A)
- Каролінка, Aix sponsa (A)
- Чирянка велика, Spatula querquedula (A)
- Чирянка блакитнокрила, Spatula discors
- Чирянка руда, Spatula cyanoptera (A)
- Широконіска північна, Spatula clypeata (A)
- Нерозень, Mareca strepera (A)
- Свищ євразійський, Mareca penelope (A)
- Свищ американський, Mareca americana (A)
- Крижень звичайний, Anas platyrhynchos (A)
- Крижень американський, Anas rubripes (A)
- Шилохвіст білощокий, Anas bahamensis
- Шилохвіст північний, Anas acuta (A)
- Чирянка мала, Anas crecca (A)
- Попелюх довгодзьобий, Aythya valisineria (A)
- Чернь канадська, Aythya collaris (A)
- Чернь чубата, Aythya fuligula (A)
- Чернь американська, Aythya affinis (A)
- Гоголь малий, Bucephala albeola (A)
- Крех жовтоокий, Lophodytes cucullatus (A)
- Крех середній, Mergus serrator (A)
- Савка маскова, Nomonyx dominicus
- Савка американська, Oxyura jamaicensis

## Куроподібні(Galliformes)
Родина: Цесаркові (Numididae)
- Цесарка рогата, Numida meleagris (I)

Родина: Токрові (Odontophoridae)
- Перепелиця віргінська, Colinus virginianus (I)

Родина: Фазанові (Phasianidae)
- Курка банківська, Gallus gallus (I)

## Фламінгоподібні(Phoenicopteriformes)
Родина: Фламінгові (Phoenicopteridae)
- Фламінго червоний, Phoenicopterus ruber (A)

## Пірникозоподібні(Podicipediformes)
Родина: Пірникозові (Podicipedidae)
- Пірникоза домініканська, Tachybaptus dominicus
- Пірникоза рябодзьоба, Podilymbus podiceps

## Голубоподібні(Columbiformes)
Родина: Голубові (Columbidae)
- Голуб сизий, Columba livia (I)
- Голуб пурпуровошиїй, Patagioenas squamosa
- Голуб карибський, Patagioenas leucocephala
- Голуб антильський, Patagioenas inornata
- Streptopelia roseogrisea (I)
- Горлиця садова, Streptopelia decaocto (I)
- Талпакоті строкатоголовий, Columbina passerina
- Голубок бурий, Geotrygon montana
- Голубок зеленоголовий, Geotrygon chrysia
- Голубок білощокий, Geotrygon mystacea (A)
- Zenaida asiatica
- Zenaida aurita
- Зенаїда північна, Zenaida macroura

## Зозулеподібні(Cuculiformes)
Родина: Зозулеві (Cuculidae)
- Ані товстодзьобий, Crotophaga ani
- Кукліло північний, Coccyzus americanus
- Кукліло мангровий, Coccyzus minor
- Кукліло чорнодзьобий, Coccyzus erythropthalmus (A)
- Тако пуерто-риканський, Coccyzus vieilloti (E)

## Дрімлюгоподібні(Caprimulgiformes)
Родина: Дрімлюгові (Caprimulgidae)
- Анаперо віргінський, Chordeiles minor (A)
- Анаперо антильський, Chordeiles gundlachii
- Дрімлюга каролінський, Antrostomus carolinensis (A)
- Дрімлюга пуерто-риканський, Antrostomus noctitherus (E)
- Дрімлюга білохвостий, Hydropsalis cayennensis (A)

Родина: Потуєві (Nyctibiidae)
- Поту ямайський, Nyctibius jamaicensis (A)

## Серпокрильцеподібні(Apodiformes)
Родина: Серпокрильцеві (Apodidae)
- Свіфт західний, Cypseloides niger
- Свіфт болівійський, Streptoprocne zonaris (A)
- Голкохвіст східний, Chaetura pelagica (A)
- Серпокрилець чорний, Apus apus (A)
- Серпокрилець білочеревий, Apus melba (A)
- Серпокрилець-крихітка антильський, Tachornis phoenicobia (A)

Родина: Колібрієві (Trochilidae)
- Колібрі-манго зеленогрудий, Anthracothorax prevostii (A)
- Anthracothorax aurulentus
- Колібрі-манго смарагдовий, Anthracothorax viridis (E)
- Колібрі аметистовогорлий, Eulampis jugularis (A)
- Колібрі карибський, Eulampis holosericeus
- Колібрі рубіновогорлий, Archilochus colubris (A)
- Mellisuga minima (A)
- Колібрі-смарагд пуерто-риканський, Riccordia maugaeus (E)
- Колібрі чубатий, Orthorhyncus cristatus

## Журавлеподібні(Gruiformes)
Родина: Пастушкові (Rallidae)
- Пастушок узбережний, Rallus crepitans
- Пастушок віргінський, Rallus limicola (A)
- Погонич каролінський, Porzana carolina (A)
- Курочка латиноамериканська, Gallinula galeata
- Лиска американська, Fulica americana
- Porphyrio martinicus
- Погонич жовтоволий, Laterallus flaviventer
- Погонич американський, Laterallus jamaicensis (A)

Родина: Арамові (Aramidae)
- Арама, Aramus guarauna (Ex)[3]

## Сивкоподібні(Charadriiformes)
Родина: Чоботарові (Recurvirostridae)
- Himantopus mexicanus
- Чоботар американський, Recurvirostra americana (A)

Родина: Куликосорокові  (Haematopodidae)
- Кулик-сорока американський, Haematopus palliatus

Родина: Сивкові (Charadriidae)
- Чайка чубата, Vanellus vanellus (A)
- Сивка морська, Pluvialis squatarola
- Сивка американська, Pluvialis dominica (A)
- Пісочник крикливий, Charadrius vociferus
- Пісочник канадський, Charadrius semipalmatus
- Пісочник жовтоногий, Charadrius melodus (A)
- Пісочник довгодзьобий, Charadrius wilsonia
- Пісочник американський, Charadrius nivosus

Родина: Яканові (Jacanidae)
- Якана жовтолоба, Jacana spinosa (A)

Родина: Баранцеві (Scolopacidae)
- Бартрамія, Bartramia longicauda (A)
- Кульон середній, Numenius phaeopus (A)
- Кульон ескімоський, Numenius borealis (ймовірно вимер)
- Кульон американський, Numenius americanus (A)
- Кульон великий, Numenius arquata (A)
- Грицик канадський, Limosa haemastica (A)
- Грицик чорнохвостий, Limosa fedoa (A)
- Крем'яшник звичайний, Arenaria interpres
- Побережник ісландський, Calidris canutus (A)
- Брижач, Calidris pugnax (A)
- Побережник довгоногий, Calidris himantopus
- Побережник червоногрудий, Calidris ferruginea (A)
- Побережник білий, Calidris alba
- Побережник чорногрудий, Calidris alpina (A)
- Побережник канадський, Calidris bairdii (A)
- Побережник-крихітка, Calidris minutilla
- Побережник білогрудий, Calidris fuscicollis (A)
- Жовтоволик, Calidris subruficollis (A)
- Побережник арктичний, Calidris melanotos
- Побережник тундровий, Calidris pusilla
- Побережник аляскинський, Calidris mauri
- Неголь короткодзьобий, Limnodromus griseus
- Неголь довгодзьобий, Limnodromus scolopaceus (A)
- Gallinago delicata (A)
- Набережник плямистий, Actitis macularius
- Коловодник малий, Tringa solitaria
- Коловодник жовтоногий, Tringa flavipes
- Коловодник американський, Tringa semipalmata
- Коловодник чорний, Tringa erythropus (A)
- Коловодник великий, Tringa nebularia (A)
- Коловодник строкатий, Tringa melanoleuca
- Плавунець довгодзьобий, Phalaropus tricolor (A)
- Плавунець круглодзьобий, Phalaropus lobatus (A)
- Плавунець плоскодзьобий, Phalaropus fulicarius (A)

Родина: Поморникові (Stercorariidae)
- Поморник великий, Stercorarius skua (A)
- Поморник антарктичний, Stercorarius maccormicki (A)
- Поморник середній, Stercorarius pomarinus (A)
- Поморник короткохвостий, Stercorarius parasiticus (A)
- Поморник довгохвостий, Stercorarius longicaudus (A)

Родина: Мартинові (Laridae)
- Мартин трипалий, Rissa tridactyla (A)
- Мартин вилохвостий, Xema sabini (A)
- Мартин канадський, Chroicocephalus philadelphia (A)
- Мартин звичайний, Chroicocephalus ridibundus (A)
- Мартин малий, Hydrocoloeus minutus (A)
- Leucophaeus atricilla
- Мартин ставковий, Leucophaeus pipixcan (A)
- Мартин делаверський, Larus delawarensis
- Мартин американський, Larus smithsonianus (A)
- Larus michahellis (A)
- Мартин чорнокрилий, Larus fuscus (A)
- Мартин морський, Larus marinus (A)
- Крячок бурий, Anous stolidus
- Крячок атоловий, Anous minutus (A)
- Крячок строкатий, Onychoprion fuscata
- Крячок бурокрилий, Onychoprion anaethetus
- Крячок карибський, Sternula antillarum
- Крячок чорнодзьобий, Gelochelidon nilotica
- Крячок каспійський, Hydroprogne caspia (A)
- Крячок чорний, Chlidonias niger
- Крячок білокрилий, Chlidonias leucopterus (A)
- Крячок рожевий, Sterna dougallii
- Крячок річковий, Sterna hirundo
- Крячок полярний, Sterna paradisaea (A)
- Крячок неоарктичний, Sterna forsteri (A)
- Крячок королівський, Thalasseus maxima
- Крячок рябодзьобий, Thalasseus sandvicensis
- Водоріз американський, Rynchops niger (A)

## Фаетоноподібні(Phaethontiformes)
Родина: Фаетонові (Phaethontidae)
- Фаетон білохвостий, Phaethon lepturus
- Фаетон червонодзьобий, Phaethon aethereus

## Буревісникоподібні(Procellariiformes)
Родина: Океанникові (Oceanitidae)
- Океанник Вільсона, Oceanites oceanicus (A)

Родина: Качуркові (Hydrobatidae)
- Качурка північна, Hydrobates leucorhous (A)

Родина: Буревісникові (Procellariidae)
- Тайфунник тринідадський, Pterodroma arminjoniana (A)
- Тайфунник кубинський, Pterodroma hasitata (A)
- Буревісник атлантичний, Calonectris borealis (A)
- Буревісник великий, Ardenna gravis (A)
- Буревісник сивий, Ardenna griseus (A)
- Буревісник малий, Puffinus puffinus (A)
- Буревісник екваторіальний, Puffinus lherminieri
- Буревісник канарський, Puffinus baroli (A)

## Лелекоподібні(Ciconiiformes)
Родина: Лелекові (Ciconiidae)
- Міктерія, Mycteria americana (A)

## Сулоподібні(Suliformes)
Родина: Фрегатові (Fregatidae)
- Фрегат карибський, Fregata magnificens

Родина: Сулові (Sulidae)
- Сула жовтодзьоба, Sula dactylatra
- Сула білочерева, Sula leucogaster
- Сула червононога, Sula sula
- Сула атлантична, Morus bassanus (A)

Родина: Бакланові (Phalacrocoracidae)
- Баклан вухатий, Nannopterum auritum (A)
- Баклан бразильський, Nannopterum brasilianum (A)

## Пеліканоподібні(Pelecaniformes)
Родина: Пеліканові (Pelecanidae)
- Пелікан рогодзьобий, Pelecanus erythrorhynchos (A)
- Пелікан бурий, Pelecanus occidentalis

Родина: Чаплеві (Ardeidae)
- Бугай американський, Botaurus lentiginosus (A)
- Бугайчик американський, Ixobrychus exilis
- Чапля північна, Ardea herodias
- Чепура велика, Ardea alba
- Чепура мала, Egretta garzetta (A)
- Чапля рифова, Egretta gularis (A)
- Чепура американська, Egretta thula
- Чепура блакитна, Egretta caerulea
- Чепура трибарвна, Egretta tricolor
- Чепура рудошия, Egretta rufescens (A)
- Чапля єгипетська, Bubulcus ibis
- Чапля зелена, Butorides virescens
- Чапля мангрова, Butorides striata (A)
- Квак звичайний, Nycticorax nycticorax
- Квак чорногорлий, Nyctanassa violacea

Родина: Ібісові (Threskiornithidae)
- Ібіс білий, Eudocimus albus (A)
- Ібіс червоний, Eudocimus ruber (A)[4]
- Коровайка бура, Plegadis falcinellus (A)
- Косар рожевий, Platalea ajaja (A)

## Катартоподібні(Cathartiformes)
Родина: Катартові (Cathartidae)
- Урубу, Coragyps atratus (A)
- Катарта червоноголова, Cathartes aura (I)[5]

## Яструбоподібні(Accipitriformes)
Родина: Скопові (Pandionidae)
- Скопа, Pandion haliaetus

Родина: Яструбові (Accipitridae)
- Elanoides forficatus (A)
- Лунь американський, Circus hudsonius (A)
- Лунь очеретяний, Circus aeruginosus (A)
- Яструб неоарктичний, Accipiter striatus
- Орлан білоголовий, Haliaeetus leucocephalus (A)
- Ictinia mississippiensis (A)
- Buteogallus anthracinus
- Канюк ширококрилий, Buteo platypterus
- Канюк неоарктичний, Buteo jamaicensis

## Совоподібні(Strigiformes)
Родина: Сипухові (Tytonidae) 
- Сипуха крапчаста, Tyto alba (A)

Родина: Совові (Strigidae)
- Сплюшка пуерто-риканська, Gymnasio nudipes
- Сова болотяна, Asio flammeus

## Сиворакшоподібні(Coraciiformes)
Родина: Тодієві (Todidae)
- Тоді пуерто-риканський, Todus mexicanus (E)

Родина: Рибалочкові (Alcedinidae)
- Рибалочка-чубань неотропічний, Megaceryle torquata (A)
- Рибалочка-чубань північний, Megaceryle alcyon

## Дятлоподібні(Piciformes)
Родина: Дятлові (Picidae) 
- Melanerpes portoricensis (E)
- Дятел-смоктун жовточеревий, Sphyrapicus varius (A)
- Дятел волохатий, Dryobates villosus (A)

## Соколоподібні(Falconiformes)
Родина: Соколові (Falconidae)
- Боривітер американський, Falco sparverius
- Підсоколик малий, Falco columbarius (A)
- Сокіл мексиканський, Falco femoralis (A)
- Сапсан, Falco peregrinus

## Папугоподібні(Psittaciformes)
Родина: Папугові (Psittacidae)
- Калита сіроволий, Myiopsitta monachus (I)
- Аратинга мексиканський, Eupsittula canicularis (I)
- Аратинга рудоволий, Eupsittula pertinax (I)
- Нандая, Aratinga nenday (I)
- Араурана, Ara ararauna (I)
- Аратинга червоноголовий, Psittacara erythrogenys (I)
- Аратинга пуерто-риканський, Psittacara maugei (E) (вимерлий)[6]
- Аратинга гаїтянський, Psittacara chloropterus (I)
- Тіріка амазонійський, Brotogeris versicolurus (I)
- Амазон білолобий, Amazon albifrons (I)
- Амазон домініканський, Amazona ventralis (I)
- Амазон пуерто-риканський, Amazona vittata (E)
- Амазон зеленощокий, Amazona viridigenalis (I)
- Amazona oratrix (I)
- Amazona auropalliata (I)

## Горобцеподібні(Passeriformes)
Родина: Тиранові (Tyrannidae)
- Еленія карибська, Elaenia martinica
- Копетон чубатий, Myiarchus crinitus (A)
- Копетон антильський, Myiarchus antillarum (E)
- Тиран західний, Tyrannus verticalis (A)
- Тиран королівський, Tyrannus tyrannus (A)
- Тиран сірий, Tyrannus dominicensis
- Тиран темноголовий, Tyrannus caudifasciatus
- Тиран мексиканський, Tyrannus forficatus (A)
- Тиран вилохвостий, Tyrannus savana (A)
- Піві лісовий, Contopus virens (A)
- Піві гаїтянський, Contopus hispaniolensis (A)
- Піві антильський, Contopus latirostris
- Піві-малюк оливковий, Empidonax virescens (A)
- Піві-малюк вербовий, Empidonax traillii (A)

Родина: Віреонові (Vireonidae)
- Віреон білоокий, Vireo griseus (A)
- Віреон пуерто-риканський, Vireo latimeri (E)
- Віреон жовтогорлий, Vireo flavifrons (A)
- Віреон цитриновий, Vireo philadelphicus (A)
- Віреон світлобровий, Vireo gilvus (A)
- Віреон червоноокий, Vireo olivaceus
- Віреон чорновусий, Vireo altiloquus

Родина: Воронові (Corvidae)
- Corvus leucognaphalus (Ex)

Родина: Ластівкові (Hirundinidae)
- Ластівка берегова, Riparia riparia
- Білозорка річкова, Tachycineta bicolor (A)
- Білозорка фіолетова, Tachycineta thalassina (A)
- Ластівка північна, Stelgidopteryx serripennis (A)
- Щурик бурий, Progne tapera (A)
- Щурик пурпуровий, Progne subis (A)
- Щурик кубинський, Progne cryptoleuca (A)
- Щурик антильський, Progne dominicensis
- Ластівка сільська, Hirundo rustica
- Ясківка білолоба, Petrochelidon pyrrhonota (A)
- Ясківка печерна, Petrochelidon fulva

Родина: Омелюхові (Bombycillidae)
- Омелюх американський, Bombycilla cedrorum (A)

Родина: Пересмішникові (Mimidae)
- Пересмішник сірий, Dumetella carolinensis (A)
- Пересмішник жовтодзьобий, Margarops fuscatus
- Пересмішник карибський, Mimus gundlachii (A)
- Пересмішник багатоголосий, Mimus polyglottos

Родина: Шпакові (Sturnidae)
- Шпак звичайний, Sturnus vulgaris (I) (A)
- Майна індійська, Acridotheres tristis (I)

Родина: Дроздові (Turdidae) 
- Дрізд-короткодзьоб бурий, Catharus fuscescens (A)
- Дрізд-короткодзьоб малий, Catharus minimus (A)
- Дрізд-короткодзьоб канадський, Catharus bicknelli (A)
- Дрізд-короткодзьоб Свенсона, Catharus ustulatus (A)
- Дрізд лісовий, Hylocichla mustelina (A)
- Дрізд мандрівний, Turdus migratorius (A)
- Дрізд карибський, Turdus plumbeus

Родина: Мухоловкові (Muscicapidae)
- Кам'янка звичайна, Oenanthe oenanthe (A)

Родина: Ткачикові (Ploceidae)
- Вайдаг червоний, Euplectes franciscanus (I)
- Вайдаг золотистий, Euplectes afer (I)

Родина: Вдовичкові (Viduidae) 
- Вдовичка білочерева, Vidua macroura (I)

Родина: Астрильдові (Estrildidae) 
- Сріблодзьоб чорноволий, Spermestes cucullata (I)
- Сріблодзьоб індійський, Euodice malabarica (I)
- Рисівка яванська, Padda oryzivora (I)
- Мунія іржаста, Lonchura punctulata (I)
- Мунія трибарвна, Lonchura malacca (I)
- Мунія чорноголова, Lonchura atricapilla (I)
- Бенгалик червоний, Amandava amandava (I)
- Астрильд золотощокий, Estrilda melpoda (I)
- Астрильд сірий, Estrilda troglodytes (I)

Родина: Горобцеві (Passeridae)
- Горобець хатній, Passer domesticus (I)

Родина: В'юркові (Fringillidae)
- Гутурама синьоголова, Chlorophonia musica
- Щедрик жовтолобий, Crithagra mozambica (I) (A)
- Чиж червоний, Spinus cucullata (I)
- Канарка, Serinus canaria (I)

Родина: Passerellidae
- Багновець прерієвий, Ammodramus savannarum
- Юнко сірий, Junco hyemalis (A)
- Бруант білогорлий, Zonotrichia albicollis (A)
- Пасовка вохриста, Melospiza lincolnii (A)

Родина: Nesospingidae
- Тангар пуерто-риканський, Nesospingus speculiferus (E)

Родина: Spindalidae
- Танагра пуерто-риканська, Spindalis portoricensis (E)

Родина: Трупіалові (Icteridae) 
- Тордо жовтоголовий, Xanthocephalus xanthocephalus (A)
- Гоглу, Dolichonyx oryzivorus (A)
- Трупіал пуерто-риканський, Icterus portoricensis (E)
- Трупіал садовий, Icterus spurius (A)
- Трупіал венесуельський, Icterus icterus (I)
- Трупіал золотощокий, Icterus bullockii (A)
- Трупіал балтиморський, Icterus galbula (A)
- Еполетник червоноплечий, Agelaius phoeniceus (A)
- Еполетник жовтоплечий, Agelaius xanthomus (E)
- Вашер синій, Molothrus bonariensis
- Вашер буроголовий, Molothrus ater (A)
- Гракл великохвостий, Quiscalus mexicanus (A)
- Гракл антильський, Quiscalus niger

Родина: Піснярові (Parulidae)
- Смугастоволець оливковий, Seiurus aurocapilla
- Пісняр-борсучок, Helmitheros vermivorus (A)
- Смугастоволець білобровий, Parkesia motacilla
- Смугастоволець річковий, Parkesia noveboracensis
- Червоїд золотокрилий (Vermivora chrysoptera) (A)
- Червоїд жовтоголовий, Vermivora cyanoptera (A)
- Пісняр строкатий, Mniotilta varia
- Пісняр жовтий, Protonotaria citrea (A)
- Пісняр бурий, Limnothlypis swainsonii (A)
- Червоїд світлобровий, Leiothlypis peregrina (A)
- Червоїд сіроголовий, Leieothlypis ruficapilla (A)
- Цитринка сіровола, Oporornis agilis (A)
- Цитринка чорновола, Geothlypis philadelphia (A)
- Цитринка жовтогорла, Geothlypis formosa (A)
- Жовтогорлик північний, Geothlypis trichas
- Пісняр-лісовик пуерто-риканський, Setophaga angelae (E)
- Болотянка чорногорла, Setophaga citrina (A)
- Пісняр горихвістковий, Setophaga ruticilla
- Пісняр-лісовик рудощокий, Setophaga tigrina
- Пісняр-лісовик блакитний, Setophaga cerulea (A)
- Пісняр північний, Setophaga americana
- Пісняр-лісовик канадський, Setophaga magnolia (A)
- Пісняр-лісовик каштановий, Setophaga castanea (A)
- Пісняр-лісовик рудоволий, Setophaga fusca (A)
- Пісняр-лісовик золотистий, Setophaga petechia
- Пісняр-лісовик рудобокий, Setophaga pensylvanica (A)
- Пісняр-лісовик білощокий, Setophaga striata
- Пісняр-лісовик сизий, Setophaga caerulescens
- Пісняр-лісовик рудоголовий, Setophaga palmarum (A)
- Пісняр-лісовик сосновий, Setophaga pinus (A)
- Пісняр-лісовик жовтогузий, Setophaga coronata (A)
- Пісняр-лісовик чорнощокий, Setophaga dominica (A)
- Пісняр-лісовик прерієвий, Setophaga discolor
- Пісняр-лісовик антильський, Setophaga adelaidae (E)
- Пісняр-лісовик західний, Setophaga townsendi (A)
- Пісняр-лісовик чорногорлий, Setophaga virens (A)
- Болотянка строкатовола, Cardellina canadensis (A)
- Болотянка мала, Cardellina pusilla (A)

Родина: Кардиналові (Cardinalidae)
- Піранга пломениста, Piranga rubra (A)
- Піранга кармінова, Piranga olivacea (A)
- Кардинал-довбоніс червоноволий, Pheucticus ludovicianus (A)
- Скригнатка синя, Passerina caerulea (A)
- Скригнатка індигова, Passerina cyanea  (A)
- Лускун, Spiza americana (A)

Родина: Саякові (Thraupidae)
- Paroaria coronata (I)
- Посвірж золотоголовий, Sicalis flaveola (I)
- Цереба, Coereba flaveola
- Потрост золотогорлий, Tiaris olivaceus
- Вівсянка-снігурець рудоголова, Melopyrrha portoricensis (E)
- Потрост чорноволий, Melanospiza bicolor